# ジョー・デュリー
ジョー・デュリー（Jo Durie, 1960年7月27日 - ）は、イングランド・ブリストル出身の女子プロテニス選手。若き日にはアイドル性のあるキャラクターとしても高い人気を持っていた。シングルス自己最高ランキングは5位。WTAツアーでシングルス2勝、ダブルス4勝を挙げた。身長183cm、体重68kg。右利き、バックハンド・ストロークは片手打ち。
1977年にプロ入り。同年のウィンブルドンで4大大会にデビューするが、当年度の優勝者となったバージニア・ウェードに初戦で敗退する。最初期はほとんどイギリス国内の試合のみに出場していたが、1981年から世界的な活躍を始め、全仏オープンを除く4大大会で4回戦に進出した。1983年にデュリーのテニス経歴は全盛期を迎え、女子ツアー大会でシングルス2勝とダブルス3勝を挙げ、全仏オープンと全米オープンでベスト4に入り、（当時は年末開催の）全豪オープンでベスト8入りした。全仏オープン準決勝ではミマ・ヤウソベッツ（ユーゴスラビア）に 6-3, 5-7, 2-6 の逆転で敗れ、全米オープン準決勝ではクリス・エバートに 4-6, 4-6 で完敗したが、こうしてデュリーは国際レベルの選手に躍進する。1984年にデュリーは地元のウィンブルドンで自己最高成績のベスト8に入ったが、この時の4回戦で当時15歳のシュテフィ・グラフ（当時西ドイツ）を 3-6, 6-3, 9-7 で退けた試合は今なお語り草になっている。
その後のデュリーは4大大会の女子シングルスで4回戦以上に勝ち残ることはできなかったが、混合ダブルスで1987年のウィンブルドンと1991年の全豪オープンに優勝を飾っている。パートナーはどちらも同じイギリスのジェレミー・ベイツと組んだ。デュリーは比較的長く現役生活を続行したが、1995年のウィンブルドン2回戦で第4シードのヤナ・ノボトナに敗れた試合の後、35歳で現役を退いた。
デュリーは女子テニス国別対抗戦・フェデレーションカップでも、1981年から1995年まで15年間イギリス代表選手を務めた。通算成績は34勝22敗（シングルス12勝16敗、ダブルス22勝6敗）で、フェデレーションカップではシングルスよりもダブルスで高い勝率を挙げた。通算勝利数はイギリス・チームの2位タイ記録で（1位バージニア・ウェード、2位タイがデュリーとクレア・ウッド）、ダブルス勝利数はウェードに続く単独2位記録となった。